# 成汉墓

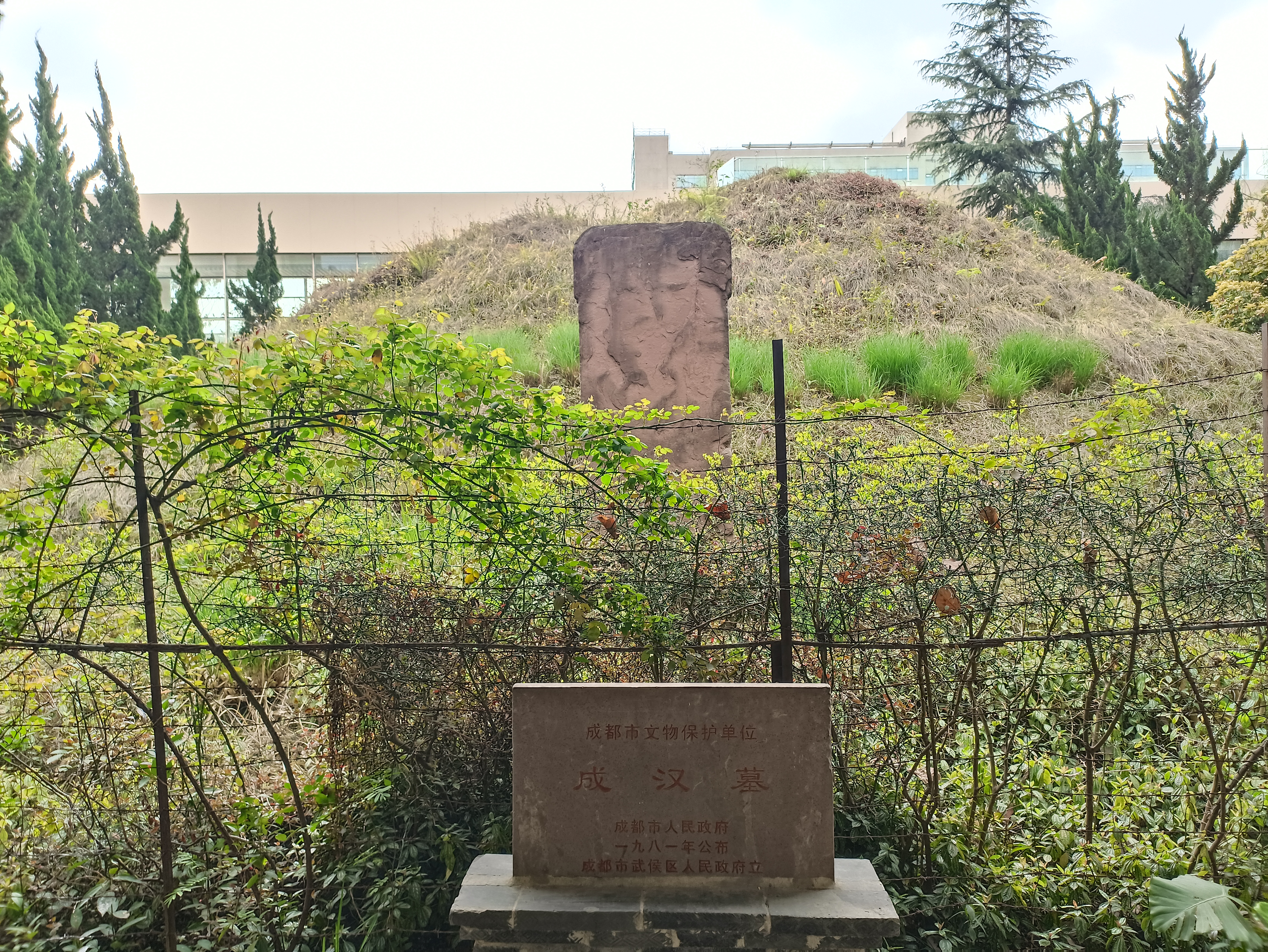

成汉墓位于四川省成都市武侯区国学巷37号的四川大学华西医院院内，于1966年被发现，最终于1985年被正式发掘。经过多方考证，得出成汉墓很大概率是成汉哀帝李班的墓葬。

## 发现
早在1966年，施工队在华西医院工作时发现了刻有“玉衡二十四年亲诏书立”的砖块。发现地是曾经的恒侯庙，而封土也被当地居民认为是“张飞衣冠冢”。关于该墓过去的面貌，李海金在《成都名胜佚联辑存》记载：墓前过去有一副对联，陈桐阶撰，联文云：“君知刘豫州乎？似说生能助臂；身是张翼德也！可怜死不归元。” 此墓旁还曾立有一块石碑，但在文化大革命时期被毁。
1981年，成汉墓被列入第一批成都市文物保护单位。1985年，成都市考古队正式发掘了该墓葬。其中发现了晋朝和成汉时期的“太康”、“玉衡”、“玉恒”和“汉兴”等不同年代的纪年砖，并确认了这是一座成汉时期的墓葬。经过实地测绘，该墓冢高10.41米，最大底径约45米，墓室为长方形劵拱顶砖室墓，墓门及门框、门楣均系青石凿琢而成。墓内全长12.75米、最宽处达2.65米、最大高度2.5米；墓室后部有长3.6米、高12厘米的砖筑棺台，并列放置木棺两具。
尽管墓葬遭到过盗扰，考古队还是出土了百余件文物，如陶俑及陶动物的模型以及实用器物（装饰品、生活用品、钱币、兵器等）。其中陶俑的样貌与同一时间段考古发现的三星堆和十二桥遗址中的青铜面具颇为相似。

## 墓主
墓中没有出土关于墓主人的文物。据《华阳国志·李雄志》记载： 李雄卒于玉衡二十四年夏六月癸亥，冬十二月丙寅葬成都， 其墓中不应有“汉兴”年号砖。而且， 据明正德《四川志》卷十二记载： 李雄墓在成都县北七里， 不应在城南。此墓也不会是李寿墓， 除规模、形制低小外， 墓中不应有“ 玉衡二十四年诏书立”的特制砖。李期被李寿废为邓都公后自杀，他的坟墓可能在被流放和囚禁的西昌附近； 李势亡国降晋， 迁于建康， 其墓也不会在成都。因此这座墓最有可能的墓主就是哀公李班。
李班是李雄最喜爱的人，因为他认为他的十余个孩子都没有出息，唯独他兄长李荡的儿子李班最为出众，不仅待人友善，还十分亲民，经常下基层探访百姓，于是李雄把李班列为继任者。李雄去世后李班继任，但在不久李班便被李雄的第四子李期夺位且遇害，被李期谥为“戾太子”。四年后李寿在废黜李期后称帝，建元汉兴， 改国号大成为汉等一系列措施。或许是为了支持他统治的正统性，便追谥“戾太子” 李班为“哀皇帝”，既然追谥李班为哀皇帝， 肯定要为之迁葬， “以礼遇之”。
华西医科大学林集成在其《成都外南成汉墓墓主试探》一文中认为：墓中出现的“玉衡二十四年亲诏书立”字样的特制砖则是墓主人为李班的重要证据，《华阳国志·李寿志》称：“雄疾病， 待疾左右， 左右侍臣造雄顾命， 寄托于寿”，“顾命”就是遗诏，足以说明。李寿在改葬李班时，特别烧制了“玉衡二十四年亲诏书立”的墓砖藏之幽扩，表明死者是自己奉李雄诏立为嗣皇帝的，为九泉之下的李班昭雪，并正朝野视听。在研究“成汉墓主究竟是谁？” 的问题上，“玉衡二十四年亲诏书立”特制砖，应该是解决问题的一把钥匙。这种特制砖，只能在李班墓中出现，而不可能在别人的墓中出现。

## 保护

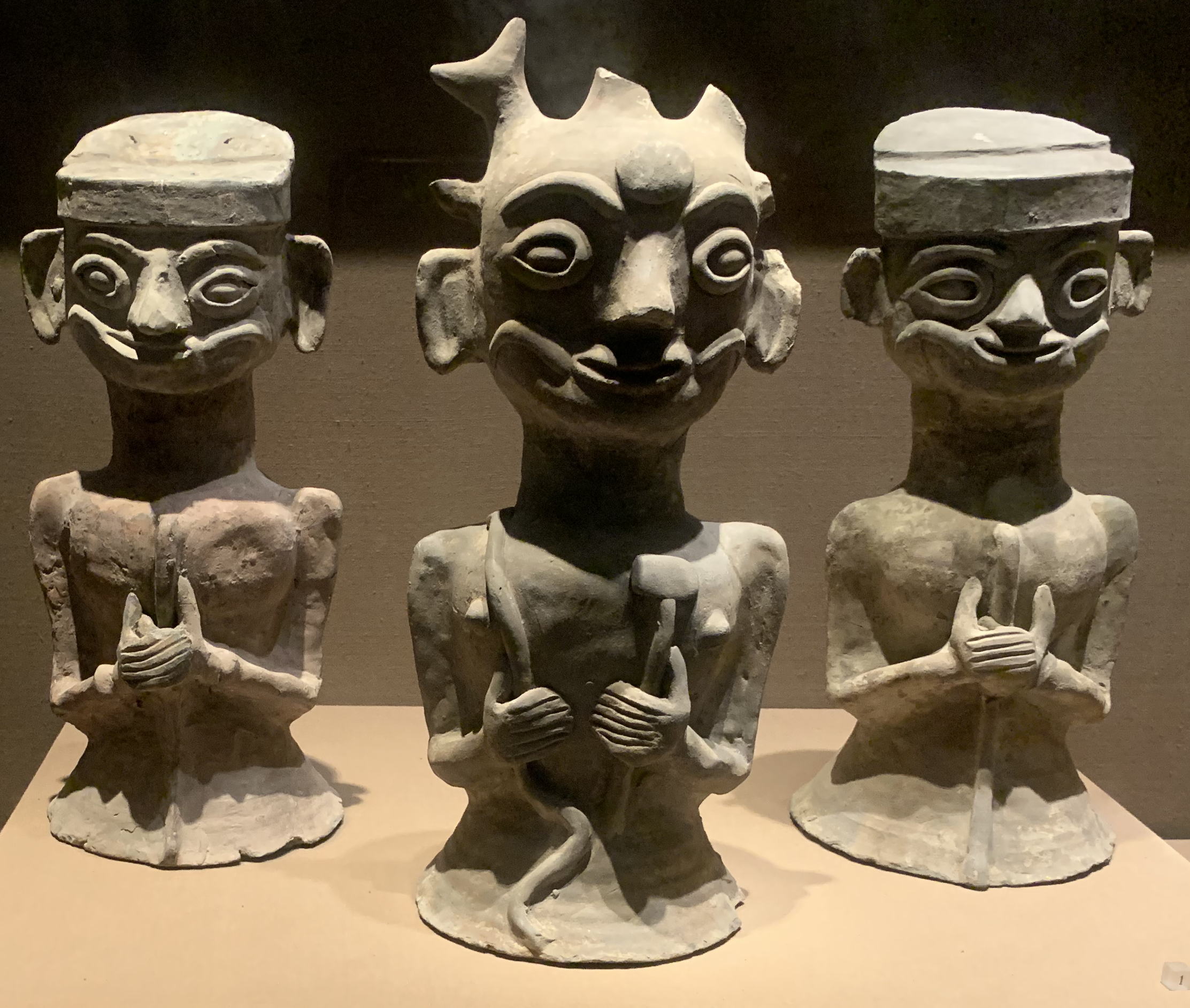
出土的成汉陶俑，收藏于成都博物馆

清理完后，成汉墓被列入成都市保护单位，并回填和重新立上曾在文革时期被毁的清朝墓碑。如今成汉墓被就地保护于华西医院中，墓前设有凉亭，文保碑和出土陶人塑像，附近原存的池塘也被破例保留（原则上湿气会毁坏文物。但池塘在考古发掘前就已经存在）。一些出土的陶俑和陶猪在成都博物馆内展出，向世人介绍这个默默无闻的少数民族政权。